# Hendrik Jan Arntzenius
Hendrik Jan Arntzenius, né le 20 avril 1734 à Nimègue et mort le 7 avril 1797 à Utrecht est un juriste hollandais.

## Œuvres
- In vigesimum quintum natalem nuptiarum Ottonis Arntzenii et Adr. Petronellae Monckiae. Amsterdam 1755
- Satira in Koningium à Köningsfeld, editorem Catonis Arcadici, qui Catone edito inter Arcadiae Divos titulo Lucumonis et Alastoris receptus est. 1760
- De Inscriptionum et Lapidum eruditorum praestantia. Leeuwarden 1760
- Specimen Observationum in quo plura juris et auctorum veterum loca illustrantur. Leeuwarden 1761
- Coelii Sedulii Carminis Paschalis Libri V et Hymni II, cum variorum notis. Leeuwarden 1761
- De Natalibus et incrementis Gymnusii Leovardiensis. Leeuwarden 1762
- De praecipuis Jurisprudentiae calamitatibus. Zutphen 1763
- Miscellaneorum Liber. Accedit Dissertatio de Lege 2 ff. de in jus vocando. Utrecht 1765
- Carmen Gulielmo V recitatum. Zutphen 1766
- Georgii d'Arnaud, Vitae Scaevolarum. Dissertatio postuma, cum praefatione, observationibus et indice Henr. Joann. Arntzenii. Utrecht 1767
- Aratoris de Actibus Apostolorum Libri duo et Epistolae tres ad Florianum, Vigilium et Parthenium ex Mss. Codicibus recensuit et observationes adjecit. Zutphen 1769
- Soteria regiae principi (Fridericae Sophiae Wilhelminae Borussicae) ex gravissimo morbo convalescenti. (circa 1770).
- De Anno millesimo quingentesimo septuagesimo secundo, quibusdam divinae potentiae indiciis insigni in condonda Belgarum Republica. Zutphen 1772
- Oratio de Legibus quibusdam regiis, civilis apud Romanos sapientiae fonte. Groningue 1774
- Institutiones Juris Belgici de conditione hominum. Groningen 1783 und Utrecht 1788, 1798, 3. Bde.
- De Optima Juris Romani Antecessoris forma in Gerardo Noodtio, Noviomago, spectatu. Utrecht 1788
- Panegyrici Veteres cum notis et animadversionibus virorum eruditorum; suas addidit Henr. Joan Arntzenius. Utrecht 1790
- Observationum Sylloge in Actis Literariis societatis Rheno-Trajectinae. Leyde et Utrecht 1793
- Oratio de eo, quod ex vetustatis usurpatione in quibusdam Belgarum legibus, usuque forensi nimium esse videtur. Utrecht 1794

## Source
- Wikipédia en allemand.